# Carl Heinrich von Schaper
Carl (Karl) Heinrich von Schaper, vollständiger Name Heinrich Friedrich Carl Ludwig von Schaper, (* 7. Dezember 1816 in Danzig; † 14. Februar 1885 in Falkenberg) war ein Rittergutsbesitzer und Reichstagsabgeordneter.

## Leben

### Herkunft
Er entstammte einer ursprünglich niedersächsischen Familie die 1753 in Preußen unbeanstandet als von Schaper das Adelsprädikat führte und war Sohn des preußischen Generalleutnants Heinrich Johann von Schaper.

### Werdegang
Schaper besuchte das Gymnasium in Torgau bis 1834, trat bei dem Husaren-Regiment „von Zieten“ (Brandenburgisches) Nr. 3 ein und wurde 1836 Offizier und 1848 Premier-Lieutenant. 1849 übernahm er das väterliche Gut. Am 1. März 1853 wurde er kommissarisch, 1854 definitiv Landrat des Liebenwerdaer Kreises. Von 1867 bis 1874 war er erst Mitglied des Reichstags des Norddeutschen Bundes und des Deutschen Reichstags für die Konservative Partei für den Wahlkreis Regierungsbezirk Merseburg 1 (Liebenwerda-Torgau). Er war auch Mitglied im Provinziallandtag der Provinz Sachsen.
Schaper war mit der Pastoren- und Gutsbesitzerstochter Therese Tiebe-Gollwitz, aus der Nähe von Brandenburg an der Havel, verheiratet. Das Paar hatte eine Tochter und drei Söhne. Die jüngeren Söhn gingen auf das Gymnasium in Torgau. Ihr Sohn Arthur von Schaper (1844–1911) schlug nach der Zeit auf der Ritterakademie Brandenburg eine Offizierslaufbahn ein, wurde zuletzt Rittmeister und Gutserbe auf Falkenberg, verheiratet mit Emma von dem Hagen. Gutsherr von Schaper jun. lebte zeitweise mit seiner Familie in Gollwitz. Landrat blieb er bis zum Ableben.